# George Lincoln Goodale
George Lincoln Goodale (Saco (Maine), 3 de agosto de 1839 — 12 de abril de 1923) foi um botânico estadunidense.

## Publicações selecionadas
- Wild Flowers of North America (1882)
- Vegetable Physiology (1885)
- Vegetable Histology (1885)
- Useful Plants of the Future (1891)
- Concerning a Few Common Plants (1879); third edition, 1903